# Défaut de paiement
Le défaut de paiement désigne le fait qu'une personne physique, une entreprise ou un pays ne soit pas en mesure d'honorer une partie ou la totalité de ses engagements envers un créancier.
Le défaut de paiement de la part d'une entreprise peut entraîner la faillite de celle-ci. 
Le défaut de paiement peut aussi entraîner la déchéance du terme pour le débiteur dans un contrat comportant une clause de déchéance du terme.
Pour les particuliers, dans certains pays, le défaut de paiement peut entraîner la mise en œuvre d'une procédure de faillite personnelle.

## Cas des États souverains
Les États possèdent cinq types de dettes :
- la dette extérieure : ensemble des dettes contractées à l'étranger, c'est-à-dire assujetties à une législation étrangère, qu'il faut séparer entre :
  - 1 - a dette bilatérale : celle due à d'autres États;
  - 1 - b dette bancaire : celle due à des banques;
  - 1 - c dette négociable : celle émise sous la forme d'obligations, dites obligations souveraines, dans une devise étrangère.
- la dette intérieure : ensemble des dettes contractées localement dans le pays, assujetties à la législation locale, qu'il convient de séparer entre : 
  - 2 - a dette non-négociable
  - 2 - b dette négociable et libellée en devise locale, c'est-à-dire les emprunts d'État.

On ne compte pas comme défaut les retards ou annulation de paiement sur des dettes de type 1 - a et 2 - a, dans la mesure où l'on considère généralement que la partie 1 - a (dette envers d'autres États) relève de la politique internationale et la partie 2 - a (dette intérieure non-négociable) quant à elle, de la politique intérieure et des privilèges régaliens des États.

### Pays concernés
Presque tous les pays ont fait défaut au moins une fois dans leur histoire. 

### Fréquence
Les défauts de paiement de la part d'États souverains sont devenus assez fréquents, en particulier depuis 1982. L'agence de notation Standard and Poor's a ainsi recensé 90 pays ayant fait défaut depuis 1975, dont certains à plusieurs reprises. Par exemple, le Pérou a fait défaut en 1976, puis en 1978, puis à nouveau en 1980, puis enfin entre 1983 et 1997. Plus récemment, la Grèce a été déclarée en défaut de paiement en 2012 et le Venezuela le lundi 13 novembre 2017 en "défaut partiel" de paiement par la S&P.

### Degrés de gravité et conséquences
Dans les cas extrêmes, les défauts aboutissent à un effondrement de l'état ou de l'empire concerné : Venise au XVe siècle, Gênes au XVIe siècle, l'Espagne au XVIIe siècle, Amsterdam au XVIIIe siècle, l'Égypte au XIXe siècle.
Certains défauts sont dus à des cas de force majeure ponctuels comme celui du Koweït, dont les paiements d'intérêt ont été interrompus pendant la durée de l'occupation irakienne entre août 1990 et janvier 1991.

### Crises majeures
Certains défauts ont provoqué des crises financières particulièrement importantes :
- en août 1982, le défaut du Mexique sur sa dette bancaire en devises a été l'événement déclencheur d'une crise bancaire mondiale et entraîné le défaut de près d'une trentaine de pays ;
- en août 1998, le défaut de la Russie sur ses emprunts d'État, les GKO, a provoqué une crise financière d'une importance exceptionnelle.

Par ailleurs, en 2001 la crise économique argentine a, entre autres, provoqué le défaut de l'Argentine sur tous les compartiments de sa dette et en 2002, la crainte d'un défaut du Brésil en cas de victoire de Lula a provoqué des mouvements importants sur le marché obligataire. 

## Situation des particuliers
Les particuliers peuvent se trouver en situation d'emprunteurs. 
Le défaut de paiement est caractérisé par l'absence de remboursement d'au moins une échéance due au titre d'un crédit, incluant ses accessoires, tels que l'assurance emprunteur.
Il peut conduire à la déchéance du terme du crédit, voire à des situations de surendettement.